# Меньшиков, Олег Владимирович
Оле́г Влади́мирович Ме́ньшиков (29 июля 1960, Москва) — советский боксёр полусредней весовой категории, выступал за сборную СССР в первой половине 1980-х годов. Серебряный призёр национального первенства, победитель многих турниров и матчевых встреч, мастер спорта международного класса. Также известен как тренер школы бокса «Торпедо», наставник молодёжной сборной России, личный тренер чемпиона мира Сергея Водопьянова.

## Биография
Олег Меньшиков родился 29 июля 1960 года в Москве. Активно заниматься боксом начал в раннем детстве, проходил подготовку в спортивном обществе «Буревестник». Первого серьёзного успеха на ринге добился в возрасте восемнадцати лет, когда завоевал серебряную медаль на молодёжном международном турнире в Иваново. В 1979 году выиграл мемориальный турнир Сергея Сивко в Москве, а ещё через год дебютировал на взрослом первенстве Советского Союза, где, тем не менее, потерпел поражение в первом же своём матче. На чемпионате СССР 1980 года уверенно дошёл до финала полусредней весовой категории, однако в решающем матче уступил армянину Манвелу Мурадяну. В следующих двух сезонах на первенстве страны выступал крайне неудачно, в обоих случаях выбывал из борьбы на стадии 1/8 финала. В 1983 году вновь потерпел неудачу, сумел дойти только до четвертьфинала.
Последний раз Меньшиков выходил на ринг в качестве действующего спортсмена в 1985 году, в этом сезоне он дошёл до четвертьфинала на чемпионате СССР и выиграл открытый чемпионат Франции в городе Сен-Назер. Вскоре после этих соревнований принял решение завершить карьеру боксёра и перешёл на тренерскую работу, в частности, устроился тренером в спортивный клуб «Торпедо», где продолжает работать по сей день.
В течение трёх десятилетий Олег Меньшиков как тренер подготовил многих талантливых бойцов, в том числе шестерых мастеров спорта, троих мастеров спорта международного класса и троих заслуженных мастеров спорта. В разное время его учениками были такие известные атлеты как чемпион Европы Александр Леонов и бронзовый призёр Олимпийских игр Мурат Храчев. Наиболее известный его воспитанник — чемпион мира Сергей Водопьянов — за подготовку этого спортсмена Меньшиков был удостоен почётного звания «Заслуженный тренер России».
Помимо клубной деятельности, Меньшиков также является старшим тренером молодёжной сборной страны, и на этом поприще он тоже добился большого успеха. Например, на первенстве Европы 2003 года в Варшаве он установил своеобразный рекорд: все 11 его подопечных вернулись с турнира с наградами, было выиграно семь золотых медалей, три серебряные и одна бронзовая. В 2013 году тренер признан «Заслуженным работником физической культуры Российской Федерации», имеет степень кандидата педагогических наук.